# ياكوفليف ياك-30 (1948)
ياكوفليف ياك-30  (بالإنجليزية: Yakovlev Yak-30)‏ هي طائرة اعتراضية من صناعة ياكوفليف. كان أول طيران لها في 4 سبتمبر 1948.